# Формула Фаульхабера
Формула Фаульхабера — выражение для суммы {\displaystyle p}-х степеней первых {\displaystyle n} натуральных чисел:
{\displaystyle \sum _{k=1}^{n}k^{p}=1^{p}+2^{p}+3^{p}+\cdots +n^{p}}
как многочлена {\displaystyle (p+1)}-й степени с коэффициентами, содержащими числа Бернулли:
{\displaystyle \sum _{k=1}^{n}k^{p}={1 \over p+1}\sum _{j=0}^{p}{p+1 \choose j}B_{j}n^{p+1-j}}.
Названа в честь математика XVII века Иоганна Фаульхабера; также известна как формула Бернулли.
Формулы для первых шести степеней:
{\displaystyle 1+2+3+\cdots +n={\frac {n(n+1)}{2}}={\frac {n^{2}+n}{2}}} (треугольные числа)
{\displaystyle 1^{2}+2^{2}+3^{2}+\cdots +n^{2}={\frac {n(n+1)(2n+1)}{6}}={\frac {2n^{3}+3n^{2}+n}{6}}} (квадратные пирамидальные числа)
{\displaystyle 1^{3}+2^{3}+3^{3}+\cdots +n^{3}=\left[{\frac {n(n+1)}{2}}\right]^{2}={\frac {n^{4}+2n^{3}+n^{2}}{4}}} (квадраты треугольных чисел)
{\displaystyle {\begin{aligned}1^{4}+2^{4}+3^{4}+\cdots +n^{4}&={\frac {n(n+1)(2n+1)(3n^{2}+3n-1)}{30}}\\&={\frac {6n^{5}+15n^{4}+10n^{3}-n}{30}}\end{aligned}}}
{\displaystyle {\begin{aligned}1^{5}+2^{5}+3^{5}+\cdots +n^{5}&={\frac {[n(n+1)]^{2}(2n^{2}+2n-1)}{12}}\\&={\frac {2n^{6}+6n^{5}+5n^{4}-n^{2}}{12}}\end{aligned}}}
{\displaystyle {\begin{aligned}1^{6}+2^{6}+3^{6}+\cdots +n^{6}&={\frac {n(n+1)(2n+1)(3n^{4}+6n^{3}-3n+1)}{42}}\\&={\frac {6n^{7}+21n^{6}+21n^{5}-7n^{3}+n}{42}}\end{aligned}}}